# Olivér Halassy
Olivér Halassy (Boedapest, 31 juli 1909 – aldaar, 10 september 1946) was een Hongaars waterpolospeler.
Na een verkeersongeluk in zijn jeugd werd zijn linkerbeen vanaf de knie geamputeerd.
Olivér Halassy nam als waterpoloër driemaal deel aan de Olympische Spelen in 1928, 1932 en 1936. In 1928 speelde hij vier wedstrijden en scoorde tweemaal. Vier jaar later speelde hij drie wedstrijden. In 1936 speelde hij alle zeven wedstrijden. Hij veroverde twee gouden en een zilveren medaille.
In 1931, 1934 en 1938 is Halassy met Hongarije Europees Waterpolo Kampioen geweest. In 1931 werd hij tevens Europees Kampioen op de 1500 meter vrije slag. In de competitie kwam Halassy uit voor Újpesti TE.
Hij overleed toen hij als Sovjet-soldaat werd ingezet bij een overval nabij zijn huis.
István Barta · 
Sándor Ivády · 
Olivér Halassy · 
Márton Homonnai · 
Alajos Keserű · 
Ferenc Keserű · 
József Vértesy
István Barta · 
György Bródy · 
Sándor Ivády · 
Olivér Halassy · 
Márton Homonnai · 
Alajos Keserű · 
Ferenc Keserű · 
János Németh · 
Miklós Sárkány · 
József Vértesy
Jenő Brandi · 
Mihály Bozsi · 
György Bródy · 
Olivér Halassy · 
Kálmán Hazai · 
Márton Homonnai · 
György Kutasi · 
István Molnár · 
János Németh · 
Miklós Sárkány · 
Sándor Tarics